# Tipula (Eumicrotipula) pediformis
Tipula (Eumicrotipula) pediformis is een tweevleugelige uit de familie langpootmuggen (Tipulidae). De soort komt voor in het Neotropisch gebied.